# Roti
Il roti è un tipo di pane basso tipico dell'Asia meridionale fatto di un tipo di farina integrale macinata a pietra (nota come farina atta), consumato in India, Pakistan, Bangladesh, Nepal e Sri Lanka. È diffuso anche in alcune parti del Sudafrica e nel sud dei Caraibi, in particolare a Trinidad e Tobago, Guyana e Suriname.
Il roti e la sua variante più piccola (il più noto chapati), sono una parte molto importante della cucina indiana e pakistana.

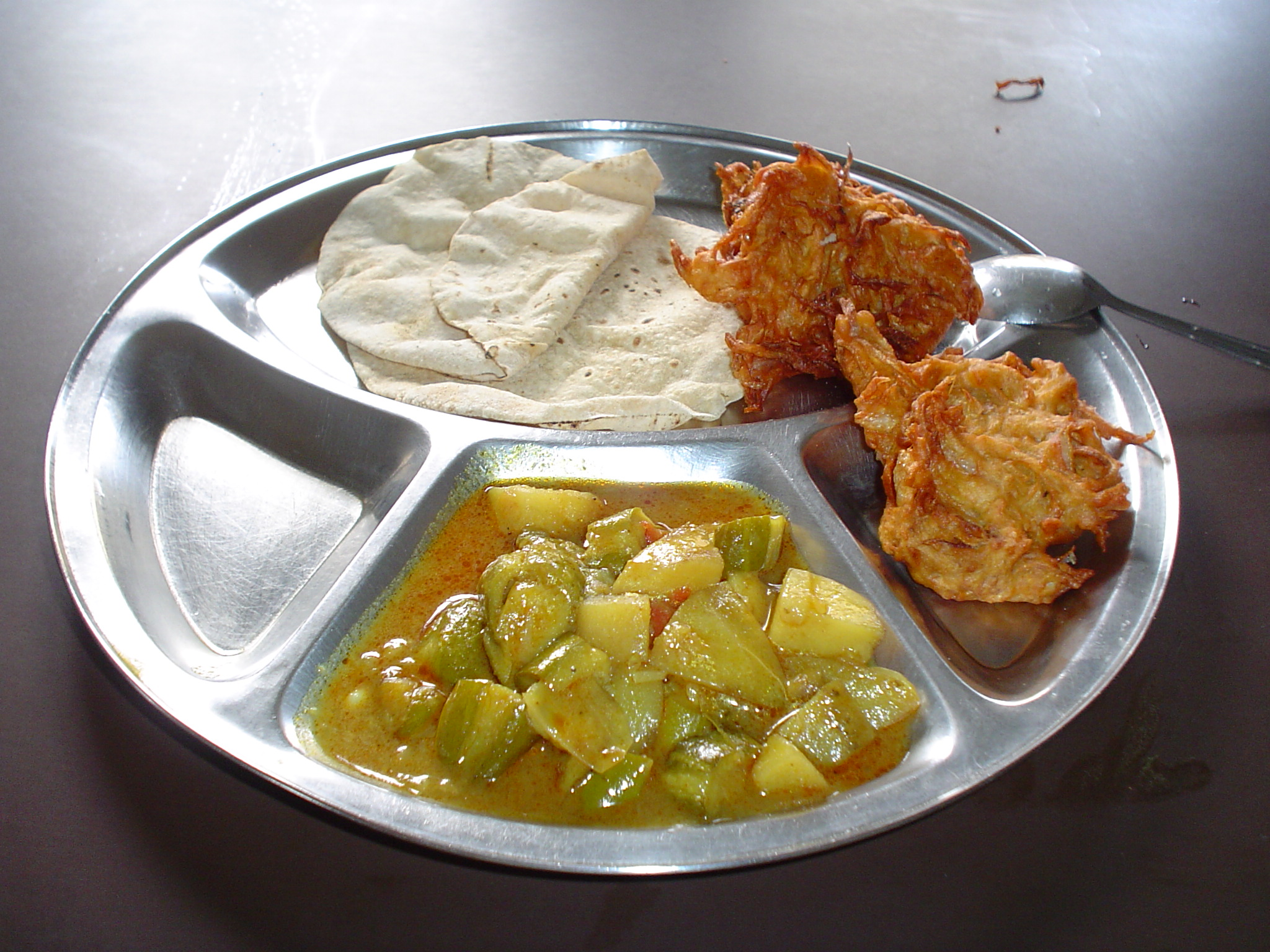
Tipico piatto indo-bengalese: roti (in alto), sabzi (in basso) e piyaji (a destra)

## Etimologia
La parola "roti" deriva dal sanscrito रोटिका (roṭikā), significante "pane". Nelle altre lingue assume il nome di रोटी (hindi e nepalese), রুটি (bengalese), पोळी (marathi), ରୁଟି (oriya), റൊട്ടി (malayalam), ರೊಟ್ಟಿ (kannada), రొట్టి (telugu), ரொட்டி (tamil), روٹی (urdu), ރޮށި (dhivehi), ਰੋਟੀ,ਫੂਲਕਾ (punjabi) e โรตี (thailandese).

## Preparazione
I metodi di preparazione del roti sono principalmente tre: uno è farlo cuocere su un tava (una piastra piana, convessa o concava), fattible sia senza l'uso di grassi, sia con un po' di ghi o di olio; il secondo metodo è friggere l'impasto in un karahi (un particolare tipo di tegame); il terzo è cuocerlo in un tandoor (forno). Nella maggior parte dei casi non è fermentato; tuttavia, talvolta è necessario farlo lievitare prima della cottura, ad esempio se si desiderla cuocerlo in forno.

### Roti non lievitati
Il roti non lievitato cotto su un tava include i chapati, i rumali ed i phulkas (un particolare tipo di chapati, fatti gonfiare cuocendoli brevemente sui carboni ardenti). Quelli cotti con dei grassi prendono il nome di paratha, che possono essere semplici o farciti con una vasta gamma di ripieni.
Tra quelli fritti, il più noto è il puri, fritto in burro ghi o in olio vegetale e destinato sia ad antipasti e piccoli bocconi (come i Chaat o i panipuri) oppure per porzioni più grandi, ad accompagnare la carne.

### Roti lievitati
I roti lievitati includono naan, kulcha e sheermal. Queste tipologie di pane sono tipiche soprattutto delle aree quali Punjab, Hyderabad e Kashmir, dove sono più utilizzati i tandoors.

## Piatti derivati

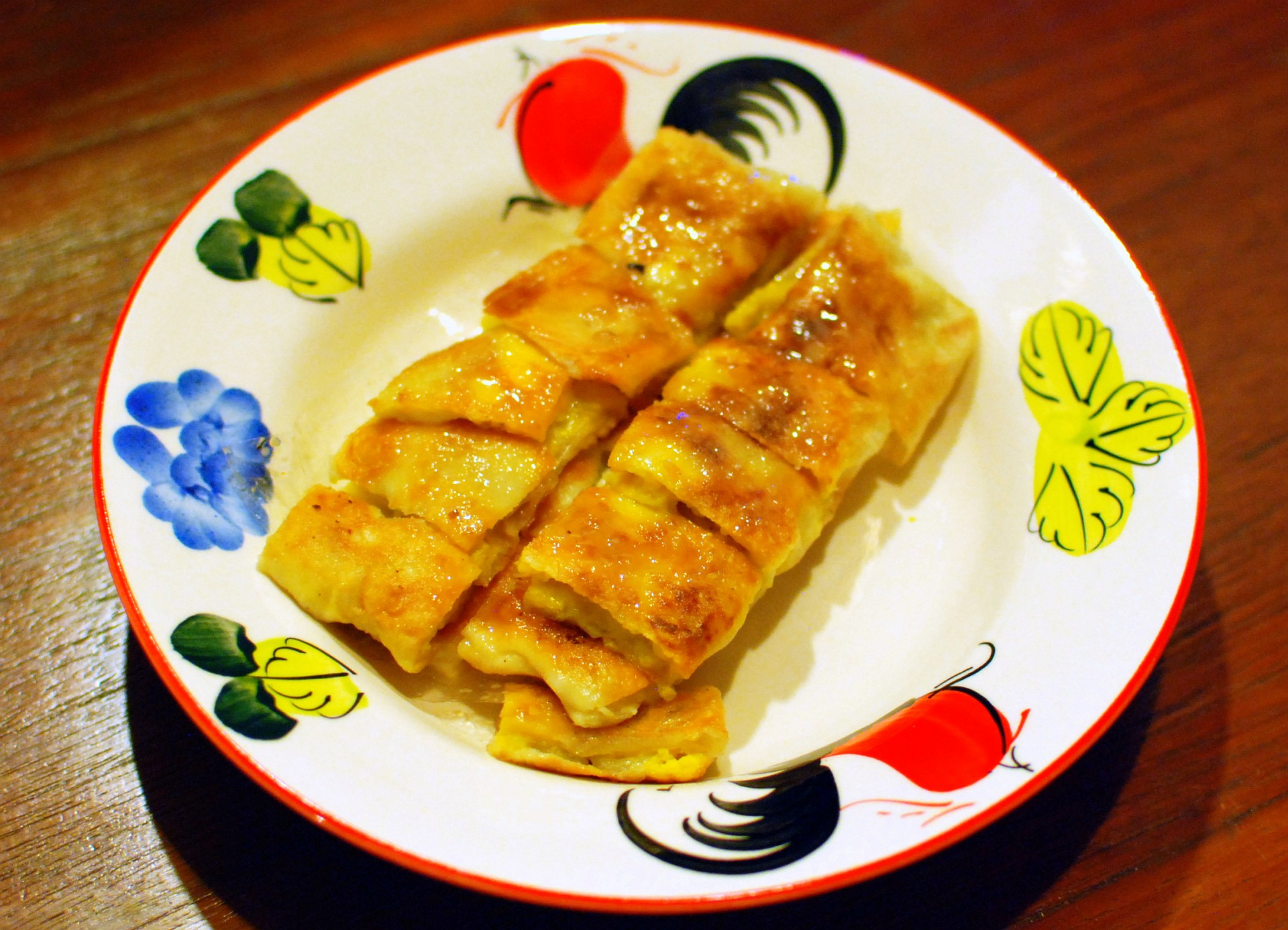
Roti con banana e uova

- Goat roti, roti al curry
- Roti canai, piatto malese
- Roti prata, pancake singaporiano
- Wrap roti, piatto caraibico
- Kottu roti, piatto dello Sri Lanka